# 2009年至2010年東南亞職業籃球聯賽
2009–10年東南亞職業籃球聯賽是東南亞職業籃球聯賽的第一個賽季。

## 參賽隊伍
首屆東南亞職業籃球聯賽有6支隊伍參賽，分別是：
- 新加坡騰飛之獅
- 吉隆坡猛龍
- 菲律賓愛國者（英语：Philippine Patriots）
- 印尼年輕騎士（英语：Satria Muda BritAma）
- 泰國老虎（英语：Thailand Tigers）
- 汶萊梭魚（英语：Brunei Barracudas）

## 常規賽
菲律賓愛國者以15戰11勝4負成績，奪得常規賽冠軍，連同新加坡騰飛之獅、印尼年輕騎士與吉隆坡猛龍晉身季後賽。

## 季後賽
菲律賓愛國者以場數2－0淘汰吉隆坡猛龍，率先殺入總決賽。
新加坡騰飛之獅第1場主場以87－68擊敗印尼年輕騎士，第2場印尼年輕騎士主場以75－45大勝，第3場印尼年輕騎士作客以86－76擊敗新加坡騰飛之獅，以場數2－1晉身總決賽。
總決賽採取5場3勝制，菲律賓愛國者頭兩場主場，分別以78－68及72－53擊敗印尼年輕騎士，第三場作客印尼再以75－67贏球，場數3－0勝出，奪得冠軍。

## 外部連結
- 東南亞職業籃球聯賽官方網站（页面存档备份，存于）